# Zigenarkärlek
Zigenarkärlek (Zigeunerliebe) är en tysk romantisk operett i tre akter med musik av Franz Lehár och libretto av Alfred Maria Willner och Robert Bodanzky.

## Historia
Franz Lehár komponerade operetten samtidigt som han höll på med Greven av Luxemburg och Das Fürstenkind. För att uppnå den rätta dramatiken och handlingens romantiska stämning hade Lehár återigen vänt sig till den ungerska zigenarmusiken, inte bara för csárdásrytmerna eller de typiska zymbalomklangerna utan framför allt för melodikens och harmonikens mångfacetterade mollkänsla.
| ”                        | Nästan inget annat av kompositörens partitur är melodiskt så påhittigt, harmoniskt så djärvt, klangligt så färgrikt som Zigeunerliebe. Nästan inget annat innehåller så mångbottnade, oemotståndliga rytmer. Nästan inget annat nyttjar ungersk och zigensk folkmusik så träffande, men med en omväxlande personlig stil. | „ |
| – Volker Klotz, Operette | |   |

## Uppsättningar
Operetten uruppfördes på Carltheater i Wien den 8 januari 1910 och spelades flera hundra gånger. 
1943 bearbetade Lehár verket för Ungerska statsoperan såsom en opera, Garabonciás.
I Sverige uppfördes verket på Oscarsteatern den 27 oktober 1910 och vid Albert Ranfts ambulerande lyriska sällskap 1912 samt även på Stora Teatern, Göteborg, men utan någon större publikframgång.
En fransk version, Amour Tzigane, turnerade i Frankrike med stor framgång 1911 och verket fortsätter att spelas i Östeuropa. Den engelska versionen Gipsy Love hade premiär på Globe Theatre på Broadway den 17 oktober 1911 med libretto och sångtexter av Harry B. Smith och Robert B. Smith, samt med Marguerite Sylva i huvudrollen. En nyöversatt och omarbetad version av Basil Hood och Adrian Ross gavs på Daly's Theatre i London den 1 juni 1912. Till uppsättningen i London lät George Edwardes Hood skriva in i librettot den komiska rollen Lady Babby för Gertie Millar. Han importerade också den ungerska operettstjärnan Sári Petráss för den romantiska rollen som Ilona (i stället för originalets Zorika) och med W. H. Berry som hennes fader Dragotin. Stycket blev en flop i New York, men en succé i London, där den först spelades i föreställningar varpå den turnerade i Storbritannien 1913 med Daisy Burrell.

## Personer
- Józsi, en spelman
- Peter Dragotin, en bojar
- Zorika, hans dotter
- Jolán, hans brorsdotter
- Jonel Bolescu, en ung bojar
- Ilona von Köröshàza

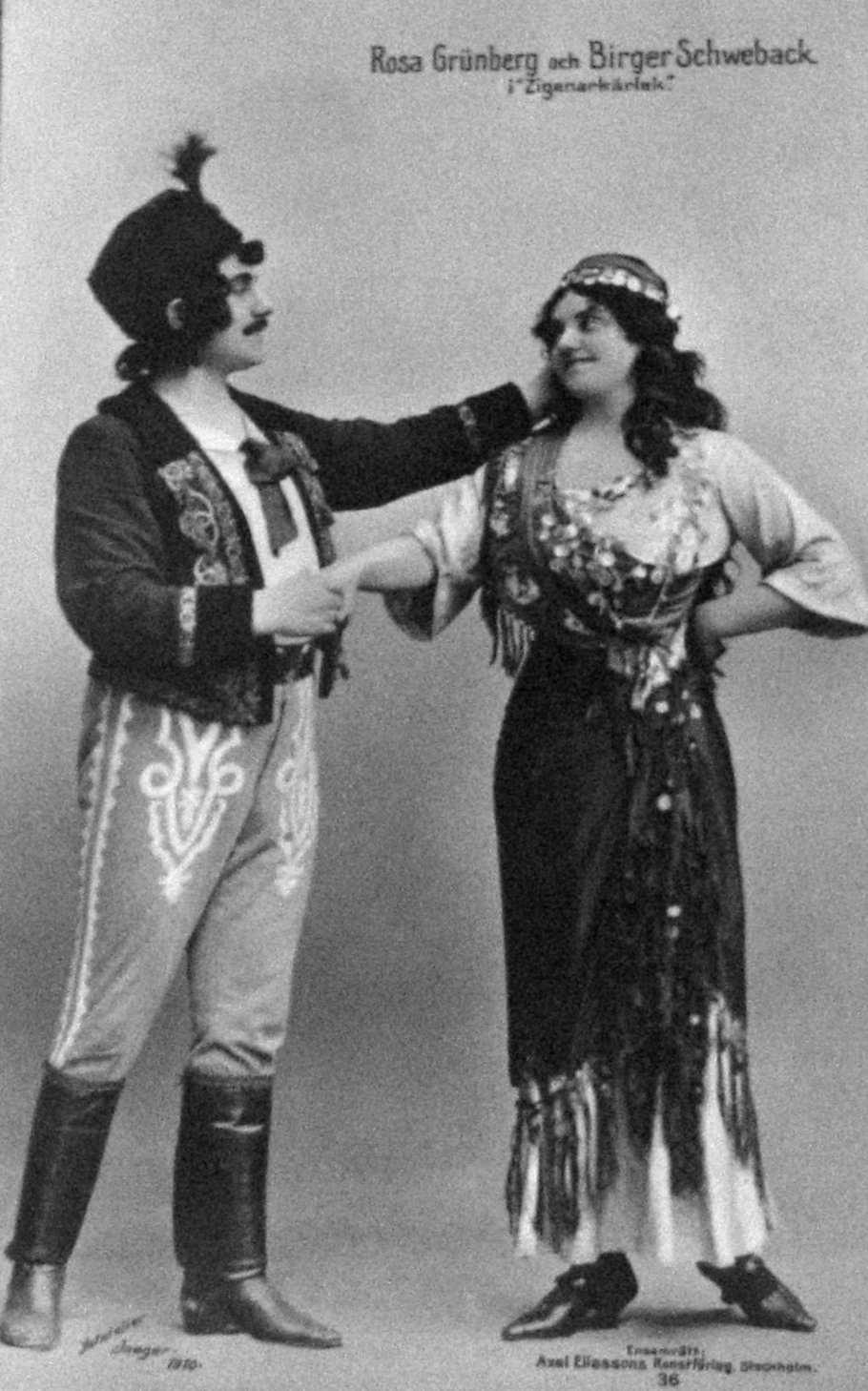
Rosa Grünberg som Zorica mot Birger Schweback som Joszi i på Oscarsteatern 1910.

- Kajetán Dimitreanu, son till borgmästaren
- Julcsa, Zorikas amma
- Moschu, Dragotins tjänare
- Mihály, värdshusvärden
- Laczi, ett bondbarn
- Miklós, ett bondbarn

## Handling
Handlingen tilldrar sig i Ungern och Rumänien i början på 1900-talet.

### Akt I
I Transsylvanien, nära den rumänska gränsen, bor bonden Dragotin med sin dotter Zorika. En dag hör de fiolspel. Det är zigenaren Józsi som spelar på sin fiol. Han ber om ursäkt att han stör men han ska spela vid dagens förlovningsfest mellan Zorika och Jonel Bolescu, Józsis halvbror.
Józsi talar lyriskt om den lycka som hon snart ska få uppleva med sin fästman men Zorika känner inte likadant. Jonel anländer iklädd en praktfull bojarkostym och åtföljd av arméofficerare och andra gäster. De tas emot av Dragotin. Zorika vill ha festen utomhus och när Jonel erbjuder henne en bukett vildrosor insisterar Zorika på att Jonel först ska bevisa att han är den rätte för henne. Sporrad av Józsis magiska fioltoner kastar hon Jonels rosor i floden. Gästerna förfäras med grannfrun Ilona von Körösháza backar upp Zorikas rätt att själv bestämma vem hon ska gifta sig med.
Zorika vet att när hon slutligen ger Jonel den traditionella förlovningskyssen är det enbart till faderns lycka och inte av några egna känslor. Józsi lyckönskar det blivande paret och uttalar en zigenarvarning att om att den första kyssen måste ske före midnatt. Dragotins brorsdotter Jolán försöker under tiden övertala borgmästarens blyge son Kajetán att förklara sin kärlek till henne. Lyckligtvis ger Ilona von Körösháza Jolán några praktiska råd vad gäller uppvaktning.
Zorika tröttnar snart på den stela festen och smiter ut. Hon stöter på Józsi. Han säger att nu när månen ur uppe kan hon kyssa Jonel men Zorika är trött på honom och allt som han representerar. Hon ber Józsi att ta henne till den förtrollade trädgården han talade om förut. Hon ger honom handen och han kysser den. 
Medan festen tilltar ber Ilona att Józsi ska spela fiol för dem. Han gör så och när Jonel kommer för att få sin kyss avvisar Zorika honom. Hon minns en spådom som hennes gamla amma berättade om: den som dricker från floden kommer att se in i framtiden. Hon gör så och faller i sömn medan lysmaskar och eldflugor far omkring.

### Akt II
Zorikas dröm tar henne in i framtiden och hon ser sig själv i ett zigenarläger på Ilona von Körösházys ägor. Józsi kommer in med Zorika och ropar på värdshusvärden Mihály, som inte kan tro sina ögon när han ser Józsi efter två års resa i Ungern.
Zorikas känslor för Józsi är äkta, men när hon hör konversationen mellan Józsi och Mihály förstår hon att han ser henne som en tillfällig flirt. Ilona har alltid visat intresse för honom och det finns åtskilliga andra zigenarflickor som vill ha honom.
Ilona ställer till med fest och Zorika kungör att det blir ett perfekt tillfälle att gifta sig med Józsi. Dragotin kommer och försöker imponera på Ilona med sin virilitet. Men Ilona vet det enda knepet för evig ungdom.
Jolan och Kajetán söker boende på värdshuset. De har varit gifta i tre år och Kajetán skjuter på en barnvagn med en liten pojke och en liten flicka i. Han finner äktenskapet svårare än han hade trott och Jolán har blivit en dominant hustru. Ilona och Józsi har uppenbart ögon för varandra och Ilona tycker att äktenskap inte är något för Józsi. Han dras till henne men hon försvinner då Zorika kommer in klädd som brud. Jonel frågar Zorika varför hon avvisade honom och ber henne komma tillbaka men Józsis fiolspel fortsätter ha henne i sin makt.
Zorika söker upp fadern men han avvisar henne. Han har ingen zigenardotter. Ilona säger till henne att hon måste dansa och sjunga för dem. Hon försöker men det går inget vidare. Klockornas klang får henne att säga att hon vill ha ett kyrkbröllop men Józsi föraktar idén. Ett zigenarbröllop duger åt honom och han håller fram en röd halsduk som ska binda dem tillsammans. Detta är inte vad Zorika vill ha och hon flyr.

### Akt III
Medan Zorika har blickat in i framtiden har förberedelserna för hennes bröllop med Jonel fortsatt. Jonel ser Zorika ligga och sova vid floden. Med hjälp av Ilona har Jolán slutligen lyckats fria till Kajetán, och de har lyssnat till Dragotin som berättat om sin tid som ungdomscharmör. Hans rykte är nu lite bedagat och Ilona fortsätter att hålla honom på avstånd utan alltför mycket besvär.
Männen samlas kring henne. Hon ser menande på Józsi, men han har fått nog av detta sällskap. Dessa människor är inte hans folk och han önskar inget hellre än att återvända till sin zigenarvärld. När han har gått vaknar Zorika ur sömnen och Jonel springer till henne. Hon förklarar att hon är hans och vill gifta sig med honom.

## Musiknummer
1. Ouertyr - Orkester
2. Introduktion och entrésång - Heissa, heissa! - (Zorika)
3. Duett - So sprach noch niemals ein Mann zu mir - (Zorika, Józsi)
4. Ensemble, Lied och Csárdás - Se traska, liebe Gäste - (Zorika, Ilona, Frau von Kerém, Jolán, Jonel, Józsi, Dragotin, Moschu, Kör)
5. Terzett - Zuerst sucht man Gelegenheit (Ilona, Jolán, Kajetán)
6. Final Akt I - Da habt Ihr nun den Mund voller Pracht
7. Scen och sång - Kutya lánczos (Zorika, Józsi, Milhály)
8. Zigenar-Marsch - Endlich, Józsi (Zorika, Józsi, Milhály, Kör)
9. Lied - War einst ein Mädel (Zorika, Józssi, Mihály)
10. Duett - Ich weiß ein Rezept, ja ganz famos (Ilona, Dragotin)
11. Duett - Liebes Männchen folge mir (Jolán, Kajetán)
12. Duett - Ha ha ha ha! Das fin ich köstlich! (Ilona, Jozsi)
13. Duett - Laß dich bezaubern (Zorika, Jonel)
14. Final Akt II - Vorwärts Mädeln, rührt die Hände!
15. Vals-Intermezzo
16. Reminiscens - Gib mir das Zweiglein (Jonel)
17. Marschterzett - Lieber Onkel hör mich nur an - (Jolán, Kajetán, Dragotin)
18. Terzett - Józsi, diese Damen, die wüßten gar gern - (Ilona, Frau v. Kérem, Józsi, Damkör)
19. Sång och Csárdás - Hör' ich Zymbalklänge (Ilona)[7]
20. Slutscen - Ich bin ein Zigeunerkind (Ilona, Józsi, Kör)

## Filmversion
En filmversion av operetten är The Rogue Song (USA 1930) i regi av  Lionel Barrymore och Hal Roach. Filmen hade svensk premiär samma år med titeln Zigenarkärlek.